# John Madden (director de cine)
John Philip Madden (8 de abril de 1949) es un director de cine, teatro, televisión y radio, oriundo de Inglaterra, Reino Unido. Comenzó su carrera en el cine independiente británico, mientras estudiaba Literatura Inglesa en la Universidad de Cambridge a principios de la década de los setenta. Sus primeros trabajos relevantes los realizó para la televisión, dirigiendo Prime Suspect 4 y episodios sueltos de series como Sherlock Holmes o Inspector Morse. Uno de sus más importantes éxitos lo constituye la película Shakespeare in Love (Shakespeare enamorado), ganadora del Oscar a la mejor película de 1998.

## Filmografía

### Películas
- Ethan Frome, 1993
- Golden Gate, 1994
- Su majestad Mrs. Brown, 1997
- Shakespeare in Love, 1998
- La mandolina del capitán Corelli, 2001
- Proof , 2005
- Killshot, 2008
- La deuda, 2010
- El exótico Hotel Marigold, 2011
- El nuevo exótico Hotel Marigold, 2015
- Miss Sloane, 2016
- Operación Mincemeat, 2021

### Obras de teatro
Entre las obras más conocidas que ha dirigido destaca Wings, de Arthur Arthur Kopit, gracias a la cual obtuvo el Prix Italia al mejor director.

### Radio
Ha dirigido algunos seriales radiofónicos, como una versión de Star Wars Episode IV: A New Hope (La Guerra de las Galaxias, Episodio IV: Una Nueva Esperanza) y Star Wars Episode V: The Empire Strikes Back (La Guerra de las Galaxias, Episodio V: El Imperio Contraataca).

## Premios y distinciones
Premios Óscar
| Año  | Categoría      | Película            | Resultado |
| ---- | -------------- | ------------------- | --------- |
| 1999 | Mejor director | Shakespeare in Love | Nominado  |